# Silago
Silago ist eine philippinische Stadtgemeinde in der Provinz Southern Leyte. Sie hat 13171 Einwohner (Bevölkerungsprognose 2018). Der Ort liegt an der Ostküste der Insel Leyte.

## Baranggays
Silago ist politisch in 15 Baranggays unterteilt.
- Balagawan
- Catmon
- Pob. District I
- Pob. District II
- Hingatungan
- Katipunan
- Laguma
- Mercedes
- Puntana
- Salvacion
- Sap-ang
- Sudmon
- Tuba-on
- Tubod
- Imelda